# Brea (Californie)
Pour les articles homonymes, voir Brea.
Brea est une municipalité du comté d'Orange, en Californie, aux États-Unis. Sa population était de 39 282 habitants au recensement de 2010. Le siège social du fabricant d'instruments Beckman Coulter se trouve à Brea.

## Histoire
Le site a été reconnu le 29 août 1769 par les explorateurs espagnols de l'Expédition Portolà, première expédition vers la Haute-Californie. Les membres de l'expédition ont campé dans le Canyon Brea, à proximité d'un grand village indien et d'un lac d'eau potable. Une stèle commémorative se trouve à Brea Canyon, au nord de la ville.
Le faubourg d'Olinda Village voit le jour dans l'actuel Carbon Canyon au début du XIXe siècle. Quelques décennies plus tard, les prospecteurs affluent dans la région en quête de l'Or noir. En 1894, un propriétaire terrien, Abel Stearns, vend à Union Oil Company of California 490 ha à l'ouest d'Olinda, et dès 1898 plusieurs collines voisines se couvrent de derricks en bois pour exploiter les puits de Brea-Olinda. En 1908, l'ingénieur des chemins de fer Epes Randolph fonde un village portant son nom, juste au sud de Brea Canyon pour y héberger les mineurs et leurs familles. C'est à Olinda qu'a grandi le joueur de baseball Walter Johnson : dans les années 1900, il était ouvrier sur les puits de pétrole.
Les villages d’Olinda et de Randolph se sont agrandis jusqu'à fusionner grâce au boom économique, si bien que le 19 janvier 1911, la ville devenait Brea, version espagnole du mot « brai. » Avec une population de 752 habitants, Brea ut immatriculée comme huitième « city » du Comté d'Orange, le 23 février 1917.
Le déclin de la production de pétrole brut laissa la place aux vergers de citronniers et d'orangers. Dans les années 1920, la Chambre de commerce de Brea lançait le slogan « Pétrole, oranges et affaires. » En 1950, la population était de 3 208 habitants. La culture des limes favorisa naturellement l'installation de conserveries et d'une zone résidentielle. En 1956, Carl N. Karcher ouvrit le premier des deux restaurants Carl's Jr. à Anaheim et Brea.

## Géographie
Selon le Bureau du recensement des États-Unis la ville a une superficie de 31,36 km2, 31,28 km2 de terre, 0,25 % du total d'eau.

### Climat
Selon la Classification de Köppen, Brea jouit d'un climat méditerranéen (abrégé "Csa").
| Mois                              | jan. | fév. | mars | avril | mai  | juin | jui. | août | sep. | oct. | nov. | déc. | année |
| --------------------------------- | ---- | ---- | ---- | ----- | ---- | ---- | ---- | ---- | ---- | ---- | ---- | ---- | ----- |
| Température minimale moyenne (°C) | 4    | 5,9  | 8,3  | 11,2  | 14,8 | 18,8 | 23,2 | 23,8 | 20,6 | 14,2 | 7,3  | 3,7  | 13    |
| Température maximale moyenne (°C) | 21,3 | 23,7 | 26,4 | 30,1  | 34,3 | 39,6 | 42   | 41,2 | 38,7 | 33   | 26,1 | 21,3 | 31,5  |
| Précipitations (mm)               | 13   | 10   | 10   | 3     | 0    | 0    | 3    | 10   | 8    | 8    | 58   | 10   | 80    |

## Démographie
| 1920  | 1930  | 1940  | 1950  | 1960  | 1970   |
| ----- | ----- | ----- | ----- | ----- | ------ |
| 1 037 | 2 435 | 2 567 | 3 208 | 8 487 | 18 447 |

| 1980   | 1990   | 2000   | 2010   | - | - |
| ------ | ------ | ------ | ------ | - | - |
| 27 913 | 32 873 | 35 410 | 39 282 | - | - |

## Jumelages
- Anseong (Corée du Sud) depuis 2011
- Hanno (Japon) depuis 1980
- Lagos de Moreno (Mexique) depuis 1969